# Петриш (Арад)
Петриш (рум. Petriş) насеље је у Румунији у округу Арад у општини Петриш. Oпштина се налази на надморској висини од 248 m.

## Историја
Аустријски царски ревизор Ерлер је 1774. године констатовао да место "Петирш", припада Липовском округу и дистрикту. Становништво је било претежно влашко. Када је 1797. године пописан православни клир у "Петершу" је био један свештеник. Поп Марјан Стојановић (који је у међувремену суспендован) се служио српским и румунским језиком.

## Становништво
Према подацима из 2002. године у насељу је живело 1871 становника.

### Попис2002.
| Расподела становништва по националности 2002.‍ | Расподела становништва по националности 2002.‍ | Расподела становништва по националности 2002.‍ | Расподела становништва по националности 2002.‍ | Расподела становништва по националности 2002.‍ |
| --------------------------------------------- | --------------------------------------------- | --------------------------------------------- | --------------------------------------------- | --------------------------------------------- |
|                                               |                                               |                                               |                                               |                                               |
| Румуни                                        | Румуни                                        |                                               | 1.855                                         | 99,5%                                         |
| Мађари                                        | Мађари                                        |                                               | 10                                            | 0,5%                                          |

### Хронологија
| Година       | 1992 | 1993 | 1994 | 1995 | 1996 | 1997 | 1998 | 1999 | 2000 | 2001 | 2002 | 2003 | 2004 | 2005 | 2006 | 2007 | 2008 | 2009 | 2010 | 2011 | 2012 | 2013 | 2014 | 2015 | 2016 | 2017 |
| ------------ | ---- | ---- | ---- | ---- | ---- | ---- | ---- | ---- | ---- | ---- | ---- | ---- | ---- | ---- | ---- | ---- | ---- | ---- | ---- | ---- | ---- | ---- | ---- | ---- | ---- | ---- |
| Становништво | 1892 | 1857 | 1860 | 1825 | 1797 | 1764 | 1779 | 1745 | 1709 | 1666 | 1633 | 1626 | 1596 | 1573 | 1552 | 1521 | 1505 | 1499 | 1478 | 1443 | 1434 | 1428 | 1412 | 1399 | 1380 | 1363 |